# Weserklippen bei Steinmühle
Koordinaten: 51° 55′ 54″ N, 9° 27′ 51″ O
Die Weserklippen bei Steinmühle sind ein Prallhang der Weser in der niedersächsischen Gemeinde Pegestorf in der Samtgemeinde Bodenwerder-Polle im Landkreis Holzminden. Die Klippen liegen westlich von Pegestorf am Mühlenberg im Südosten der Ottensteiner Hochfläche und sind Teil des Naturschutzgebietes „Mühlenberg bei Pegestorf“.

## Entstehungsgeschichte und Beschreibung

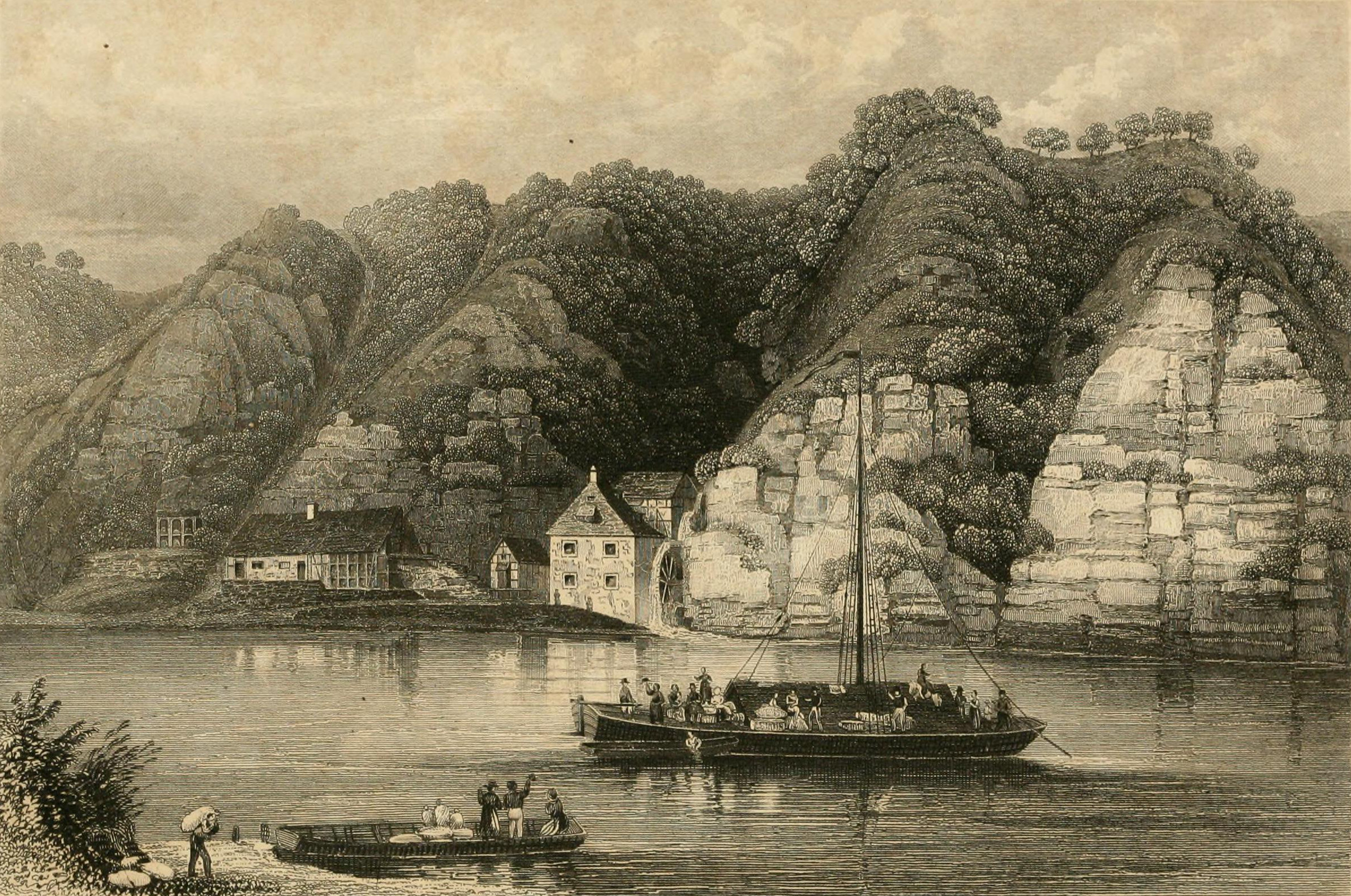
Historische Darstellung der Steinmühle Pegestorf an der Weser mit Klippen (19. Jahrhundert)

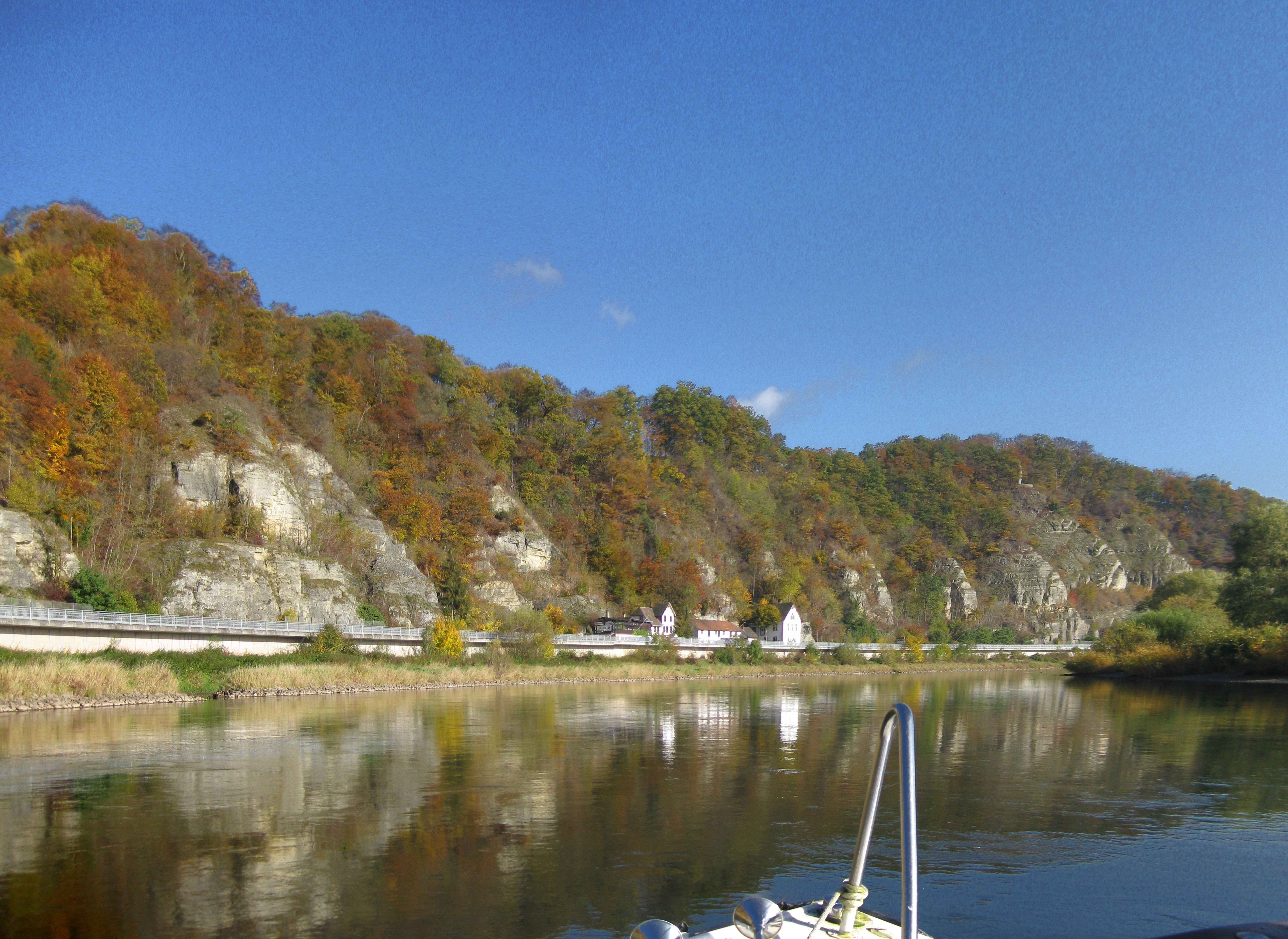
Weserklippen und Pegestorfer Ortsteil Steinmühle (2015)

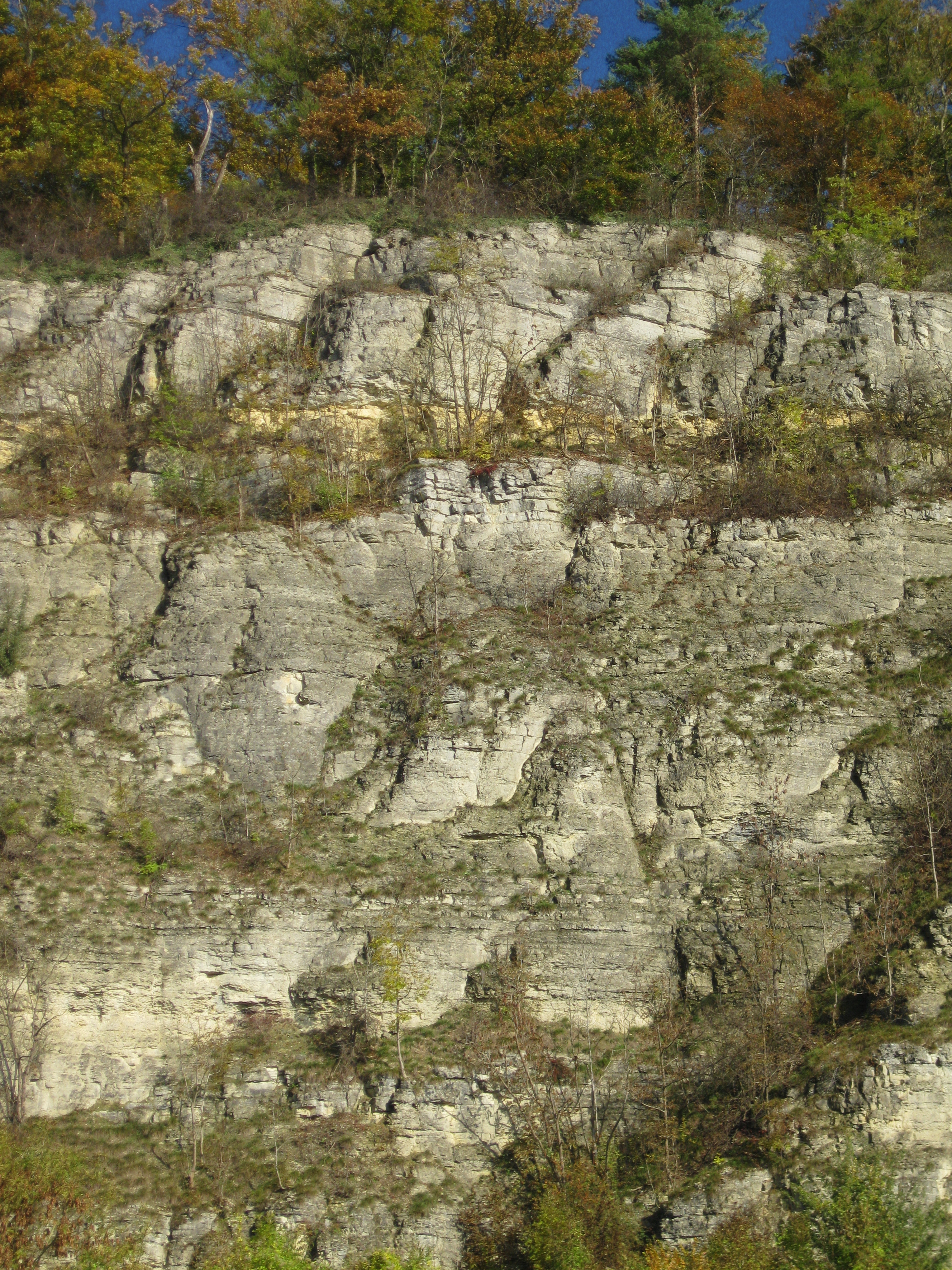
Nahansicht eines Teils der Klippen (2015)

Die Kliffe des Prallhanges werden durch Muschelkalkformationen des Mesozoikums gebildet, in die der Flussmäander der Weser sich seit den letzten Kaltzeiten eingeschnitten hat. Das Tal der Weser entspricht hier einer geologischen Bruchzone, die während der letzten drei Kaltzeiten mit wechselndem Abstand südlich vor dem Gletscherrand im sogenannte Gletschersee von fluviatilen Sedimenten (Ton, Sand, Kies) überdeckt wurde.
Die im Profilverlauf flachere Rückseite der auf der Stirnseite etwa bis 100 Meter vom Flussniveau aufsteigenden Prallhänge leitet landschaftlich in Seitentäler und Hochlagen über, auf denen sich oftmals Bodentypen auf Löß finden, der hier ebenfalls während der letzten Kaltzeiten als aeolische Sedimente abgelagert wurde. Diese Flächen werden seit Beginn der menschlichen Kulturgeschichte im Weserbergland ackerbaulich genutzt. Steilere Geländebereiche oder Geländebereiche mit geringen Bodenhorizonten, auf denen eine landwirtschaftliche Nutzung wenig sinnvoll erscheint, werden regelmäßig forstwirtschaftlich genutzt. Details über die Bodenarten in diesem Landschaftsbereich sind den „Bodenkarten auf der Grundlage der Bodenschätzung“ DGK5B (im Maßstab 1:5000) sowie der Bodenkarte BK25 Nr. 4022 – Blatt Ottenstein (im Maßstab 1:25000) zu entnehmen.
Westlich der Weser erfolgt ein Anstieg des Berg- und Hügellandes zur Ottensteiner Hochfläche. Am Ostufer des Flusses schließt sich südöstlich von Dölme der nordwestliche Teil des Naturparks Solling-Vogler an.
Die Prallhangbereiche sind als Naturschutzgebiet „Mühlenberg bei Pegestorf“ ausgewiesen sowie zum Teil Bestandteil des gleichnamigen FFH-Gebietes. Die Schutzgebiete sowie Teile des gegenüberliegenden Ostufers der Weser gehören auch zum EU-Vogelschutzgebiet „Sollingvorland“.
Im Bereich des Prallhanges selbst finden sich A-Cv-C-Profile auf kalkhaltigem Grundgestein, etwa Rendzinen.
Direkt hinter dem heutigen Trassenverlauf der B 83 erheben sich hier die teilweise sehr steilen Felsen des Prallhanges, die somit nur teilweise mit Vegetation bedeckt sind.
Die Terrassierung des Flussprofils vor dem Prallhang ist aufgrund der Entstehungsgeschichte räumlich sehr eng. Der Flussverlauf der Weser entspricht in diesem Bereich einer Abfolge von Prallhängen an den Mäanderaußenseiten des Flusses.
Morphologisch ist die Landschaft der sogenannten germanotypen Bruchplattentektonik zuzuordnen, die durch die Schichtstufenbildung des Hügel- und Berglandes im Weserbergland geprägt wird.

## Lebensraum für Vogelarten
Die Klippen des Prallhanges bieten zahlreichen seltenen Vogelarten Brut- sowie Nistmöglichkeiten. Seit Jahrzehnten findet sich eine Population von Uhus in dem Prallhang.